# Blatten
Blatten est une commune suisse du canton du Valais, située dans le demi-district de Rarogne occidental et voisine du canton de Berne.
Le village est presque entièrement détruit par un éboulement de glace et de roches le 28 mai 2025.

## Géographie
Située à 1 540 m d'altitude, la commune est la plus haute du Lötschental. Elle comprend les hameaux d'Eisten, de Ried et de Weissenried.
Le territoire de Blatten s'étend sur 90,65 km2. Lors du relevé de 2013-2018, les surfaces d'habitations et d'infrastructures représentaient 0,5 % de sa superficie, les surfaces agricoles 7,7 %, les surfaces boisées 10,1 % et les surfaces improductives 81,7 %.

## Toponymie
Le nom de la commune vient de l'ancien haut allemand « blatta » (en suisse allemand « Blatte(n) ») signifiant « plateau rocheux », « terrasse montagneuse » ou « dalle rocheuse ». Il est attesté en 1443 sous la forme « uffen der Blattun ». Dans le dialecte local, le nom est encore utilisé comme mot générique.

## Histoire

### Jusqu’auXXesiècle
Une épingle de l'âge du bronze a été retrouvée à Blatten. L’histoire du village au Moyen Âge et au début des Temps modernes est calquée sur celle du Lötschental.
Blatten se sépare en 1898 de la paroisse de Kippel. Le hameau de Fafleralp (en amont dans la vallée de la Lonza, à 1 784 m d’altitude) est un site touristique depuis 1910. La révolution industrielle et la croissance économique ont provoqué un fort exode rural au XIXe (service étranger, domestiques) et au XXe siècle (secteurs de l'industrie et des services).  En 1913, le percement du tunnel du Lötschental, reliant la vallée au canton de Berne, permet de désenclaver le village. L'agriculture et l'élevage dominent cependant l'économie locale jusqu'à la Seconde Guerre mondiale. 
La construction d'une route carrossable en 1954 permet aux habitants de Blatten d'aller travailler en plaine, pour la journée ou la semaine, dans les secteurs secondaire et tertiaire. Dans les années 1960, l'ouverture d'une petite usine d'aluminium à Steg occupe nombre d'habitants. Par la suite, c'est le tourisme qui constitue l'essentiel du revenu de la commune.

### Éboulement de 2025
À partir du 14 mai 2025, les hauteurs de Blatten sont placées sous surveillance en raison de signes annonciateurs d'éboulement. Les trois cents habitants du village sont évacués le 19 mai. Pendant plusieurs jours, des millions de mètres cubes de roches se détachent du Petit Nesthorn (3 342 m, situé au sud-sud-est du village), sous le Bietschhorn (3 934 m). Ils s'accumulent notamment sur le glacier du Birch dont la vitesse d'écoulement augmente sous cette charge, au point d'atteindre dix mètres par jour.
Le 28 mai vers 15 h 30, l'effondrement du glacier du Birch ainsi alourdi détruit la majeure partie du village,. Il s'agit de l'un des plus grands mouvements de masse jamais enregistrés par le Service sismologique suisse, qui correspond approximativement à une magnitude sismique de 3,1, valeur indicative reposant sur une méthode d’évaluation utilisée en Suisse pour décrire les séismes locaux. L’éboulement ensevelit 90 % du village. D'importants volumes de glace, de roches et de terre s'accumulent sur plusieurs mètres de haut dans la vallée et coupent le cours de la Lonza. Malgré l'évacuation préventive du village, un homme de 64 ans meurt alors qu'il se trouvait encore dans le secteur au moment de l'effondrement.
La Lonza étant ainsi obstruée par ces matériaux sur environ deux kilomètres de longueur, un lac se forme rapidement en amont de ce barrage naturel, ce qui provoque l'inondation de plusieurs maisons épargnées par l’éboulement.

## Population et société

### Surnoms
Les habitants de la commune sont surnommés d'Holblattnär et ds Veh, soit les bestiaux, les brutes en suisse allemand.

### Démographie

#### Évolution de la population
La commune compte 303 habitants au 31 décembre 2023 pour une densité de population de 3 hab/km2. Sur la période 2010-2023, sa population a diminué de −1,3 % (canton : 17,0 % ; Suisse : 9,4 %).  

#### Pyramide des âges
En 2023, le taux de personnes de moins de 30 ans s'élève à 23,5 %, au-dessous de la valeur cantonale (31 %). Le taux de personnes de plus de 60 ans est quant à lui de 33,4 %, alors qu'il est de 27,5 % au niveau cantonal.
La même année, la commune compte 152 hommes pour 151 femmes, soit un taux de 50,2 % d'hommes, supérieur à celui du canton (49,9 %).
| Hommes | Classe d’âge | Femmes |
| ------ | ------------ | ------ |
| 0,7    | 90 ans ou +  | 4,0    |
| 11,2   | 75 à 89 ans  | 15,2   |
| 19,1   | 60 à 74 ans  | 16,6   |
| 27,6   | 45 à 59 ans  | 28,5   |
| 15,1   | 30 à 44 ans  | 15,2   |
| 12,5   | 15 à 29 ans  | 11,3   |
| 13,8   | - de 14 ans  | 9,3    |

| Hommes | Classe d’âge | Femmes |
| ------ | ------------ | ------ |
| 0,6    | 90 ans ou +  | 1,3    |
| 8,0    | 75 à 89 ans  | 10,1   |
| 17,1   | 60 à 74 ans  | 17,9   |
| 21,0   | 45 à 59 ans  | 20,7   |
| 21,3   | 30 à 44 ans  | 20,1   |
| 17,3   | 15 à 29 ans  | 16,0   |
| 14,7   | - de 14 ans  | 14,0   |

### Sports
L'arrivée de la 5e étape du Tour de Suisse 2024 a lieu à Blatten. João Almeida remporte cette étape considérablement raccourcie à cause de la neige.

## Culture et patrimoine

### Patrimoine bâti
La chapelle baroque de la Visitation à Kühmatt, datant de 1654, est un lieu de pèlerinage régional. Elle abrite des autels de Johann Sigristen et de nombreux ex-votos. Deux fours à pain, un moulin, une maison communale et une scierie et une maison de commune témoignent de l'ancienne autarcie et de la conscience communautaire,.  Ces équipements sont utilisés jusqu'à la destruction du village. 
Les habitants de la commune sont majoritairement catholiques. L'église néogothique de 1877 a été démolie et remplacée en 1985 par un édifice de style moderne qui contraste avec le village aux chalets de bois du XVIe au XXe siècle.

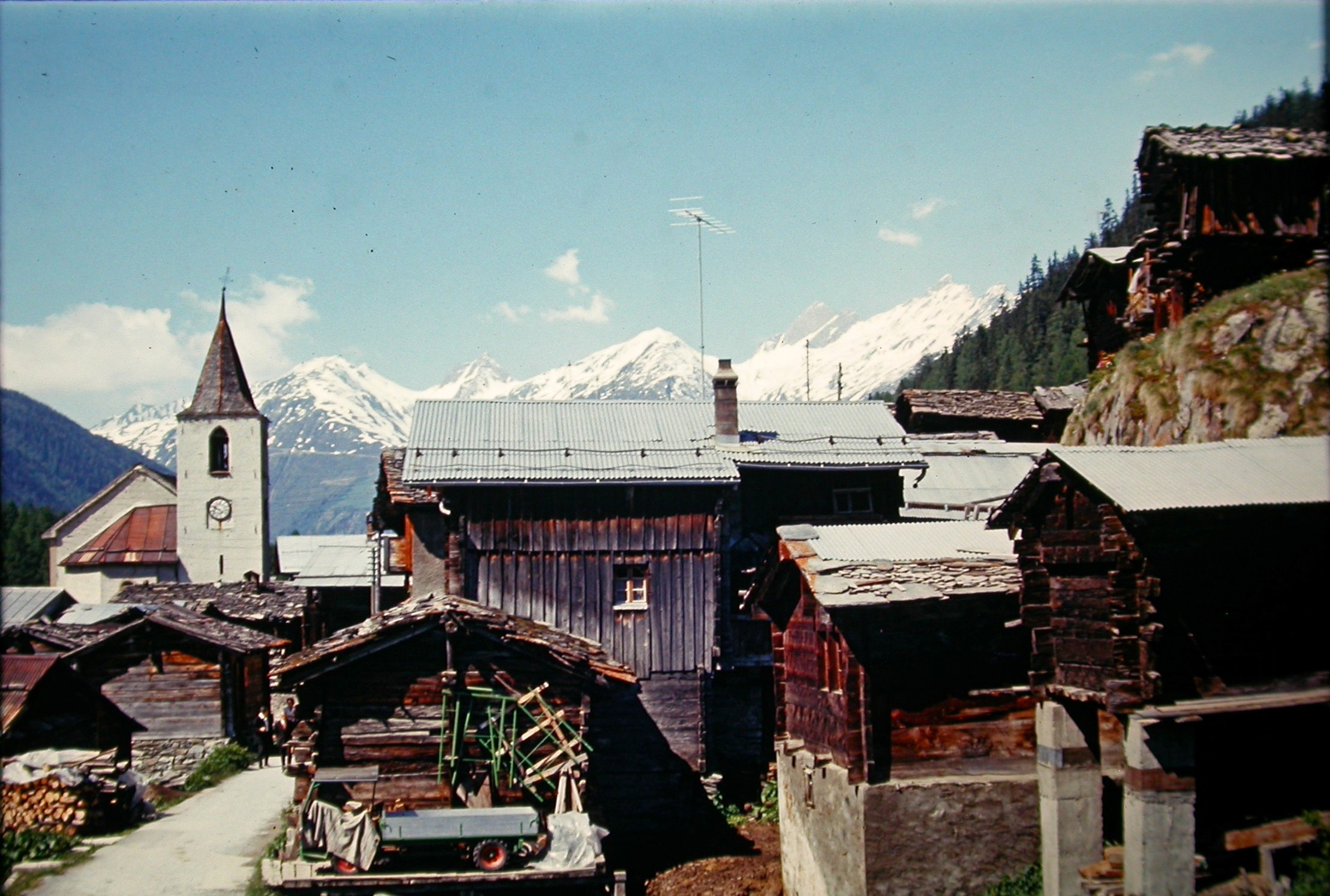
Centre de Blatten en 1974 (qui a été enseveli en 2025).
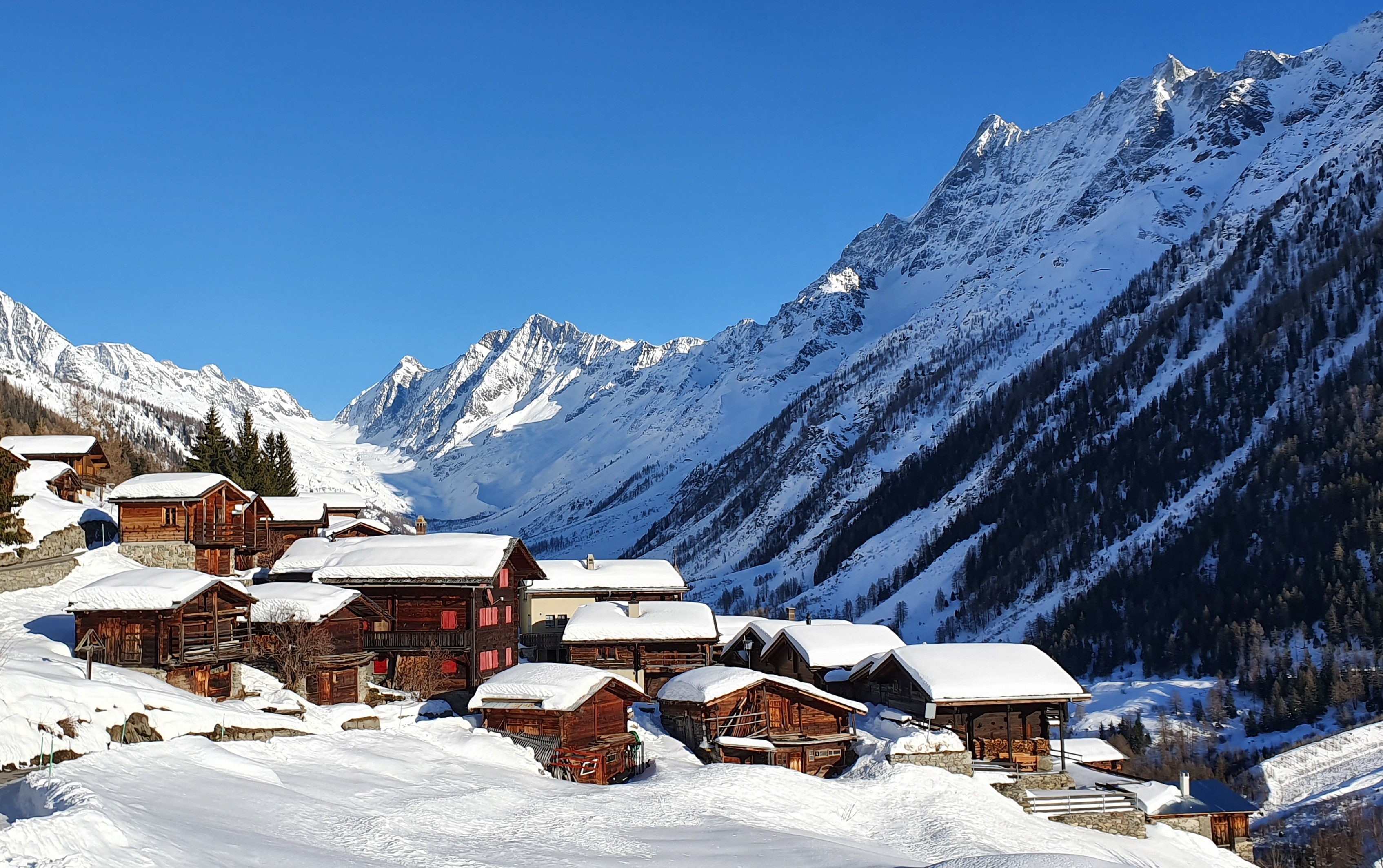
Hameau de Weissenried en janvier 2020.

### Folklore
Les villageois maintiennent vivante la tradition des Tschäggättä, chassant l'hiver lors du carnaval.

### Personnalités liées à la commune
- Hedwig Anneler, auteur d'une monographie illustrée sur les habitants du Lötschental, y vécut de 1912 à 1922.
- Walter Henzen, philologue suisse, en est originaire.

### Héraldique
| Blason | Blasonnement : « D'azur à une montagne rocheuse d'argent mouvant du flanc dextre et de la pointe, posée en tranché et senestrée d'une croix tréflée du même. » |

Les armoiries de Blatten datent du XXe siècle. La croix représente Maurice d'Agaune, saint patron de la vallée.